# 鲁菲亚克托洛桑
鲁菲亚克托洛桑（法語：Rouffiac-Tolosan，法語發音：[ʁufjak tɔlozɑ̃]）是法国上加龙省的一个市镇，属于图卢兹区。

## 地理
鲁菲亚克托洛桑（43°39'51"N, 1°31'29"E）面积4.67 平方千米，位于法国奧克西塔尼大區上加龙省，该省份为法国西南部内陆省份，西南端与西班牙接壤，自此顺时针与上比利牛斯省、热尔省、塔恩-加龙省、塔恩省、奥德省和阿列日省接壤。
与鲁菲亚克托洛桑接壤的市镇（或旧市镇、城区）包括：卡斯泰尔莫鲁、博皮、蒙拉贝、圣让。

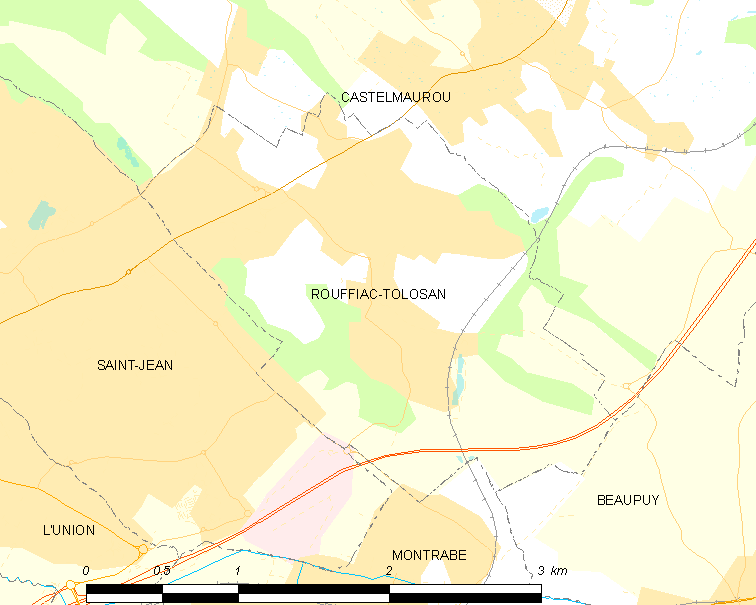
鲁菲亚克托洛桑的OSM定位图

鲁菲亚克托洛桑的时区为UTC+01:00、UTC+02:00（夏令时）。

## 行政
鲁菲亚克托洛桑的邮政编码为31180，INSEE市镇编码为31462。

## 政治
鲁菲亚克托洛桑所属的省级选区为佩什博尼约县。

## 人口

1962-2008年间鲁菲亚克托洛桑人口变化图示

鲁菲亚克托洛桑于2022年1月1日时的人口数量为2186人。